# ریابینوفکا
ریابینوفکا (انگلیسی: Ryabinovka) یک شهرک در بخش گوبکینسکی استان بلگورود کشور روسیه است.